# Zdravko Juričko
Zdravko Juričko (Spalato, 29 marzo 1929 – Spalato, 23 febbraio 2012) è stato un calciatore jugoslavo, di ruolo centrocampista.

## Carriera

### Club
Cresciuto nelle giovanili dell'Hajduk Spalato, fa il suo debutto in prima squadra 27 ottobre 1946 in occasione del match di campionato pareggiato in casa della Lokomotiva Zagabria (0-0). Con i Majstori s mora si laurea nel 1952 campione jugoslavo per poi continuare la sua carriera calcistica tra le file del BSK Belgrado. Veste la casacca dei Romantičari dal 1953 al 1957 vincendo due Coppe di Jugoslavia (1953 e 1955).

## Palmarès

### Club

#### Competizioni nazionali
- Campionato jugoslavo: 1

Hajduk Spalato: 1952
- Coppa di Jugoslavia: 2

BSK Belgrado: 1953, 1955